# 2017 في بولندا
فيما يلي قوائم الأحداث التي وقعت خلال عام 2017 في بولندا.

## سياسة

### انتهاء فترة المنصب
- 11 ديسمبر – بياتا سيدلو رئيس مجلس وزراء بولندا.

## رياضة
- 4 أغسطس – طواف بولندا 2017 الفائزون ديلان تيونز، ووت بويلس، لوتو سودال، بيتر ساجان، رافال مايكا، بيرت جان يندمان، دييغو روزا.

## أفلام
من الأفلام التي صدرت هذه السنة في بولندا:
- 13 فبراير – حيوانات من إخراج .[1]

## وفيات

### يناير
- 9 يناير – زيجمونت بومان (مواليد 1925)[2]

### أبريل
- 6 أبريل – ييرزي فيتولاني (مواليد 1936)[3]

### مايو
- 26 مايو – زبغنيو بريجينسكي (مواليد 1928) سياسي أمريكي.[4]

### يوليو
- 20 يوليو – يادفيغا شوبارتوفيتش (مواليد 1905)

### أغسطس
- 11 أغسطس – يسرائيل كريستال (مواليد 1903)[5]
- 26 أغسطس – آدم فويسيك (مواليد 1970) لاعب كرة سلة بولندي.[6]

### نوفمبر
- 20 نوفمبر – جانوش وجسيك (مواليد 1953)[7]